# Rákosfalva (Magyarország)
Rákosfalva Budapest XIV. kerületének egyik városrésze.

## Fekvése
- Határai: Rákos-patak a Füredi utcától – Kerepesi út – Örs vezér tere – Füredi utca a Rákos-patakig.

### Megközelítése
- M2-es metróval az Örs vezér teréig.
- A H8-as és H9-es HÉV-vel az Örs vezér terei végállomásig vagy Rákosfalva megállóhelyig,
- 3-as, 62-es, 62A villamosokkal az Örs vezér tere zuglói oldaláig.
- 31-es, 32-es, 44-es, 45-ös, 67-es, 131-es, 144-es, 174-es, 231-es, 231B, 244-es autóbuszok, valamint 80-as, 81-es, 82-es és 82A trolibuszok.

## Története
Rákosmező, a régi Pest, Kőbánya, Szentmihálypuszta közt elterülő síkság, a melyet a Rákospatak szel át, amelyről nevét is nyerte, az 1800-as években kedvelt kiránduló és nyaralóhellyé vált. Középtáján, a Kerepesi út és Rákos-patak szögében állt Sárga-Csikó vendéglő – ami 1888 májusában már állt, ugyanis megállót kérvényeztek a budapesti közúti vaspályatársaságnál, és 1929-ben még működött.
Területének tulajdonosa és a környező földek birtokosa 1854-től Zsivora György ügyvéd-politikus volt, aki kertészetből és tehenészetből álló mintagazdaságot tartott fenn, de e mellett korának ismert mecénása, a művészek bőkezű pártfogója is volt. Rákosi birtokán gyakran vendégeskedtek, mulattak színész- és művészbarátai, Szigligeti Ede, Megyeri Károly, Kántorné Engelhardt Anna, akik nevét a telep utcái is viselték. Az 1870-es évektől fölparcellázta területét, hogy Rákosmezőn telepet alkotni. A telepet az 1871-ben megnyílt községi iskola irattárában található hivatalos iratain a Rákosmező név szerepelt a postahivatal felállításáig. A Rákosfalva név ekkor került elő először, mikor is parcellázott területeit ezen a néven kezdte árusítani.
A főváros létrehozásakor 1872-ben Rákosfalvát a Budapest VII. kerületéhez, Erzsébetváros külterületéhez csatolták. Közigazgatásilag egészen 1894-ig tartozott ide, mikor is egy újabb rendelkezés Kőbányának juttatta. Zuglóhoz 1930 óta, a főváros új kerületi beosztásának bevezetésétől tartozik.
Az 1880-ban megnyílt Budapest-Cinkota helyiérdekű vasútvonal megkönnyítette a városközpontba és a nagyobb fővárosi piacokra való eljutást, így a városrész jelentős fejlődésének indult. Rákosfalva tipikusan mezőgazdasági település volt, jobbára zöldségtermelők és tejjel kereskedők lakták. A 20. század elejére a fúrt kutak az állattartás során elfertőződtek, ami miatt egyre gyakrabban tört ki járványos fertőzés, így a főváros a helyi erők nyomására az 1910-es években rákényszerült a víz- és csatornahálózat kiépítésére. Ekkor kereken 3 ezren lakták. Az 1940-es években nőtt jelentősen a lakosság száma, ami az évtized végére már 10 ezer fő volt.
1950-től hatályba lépett rendelettel, ami létrehozta „Nagy-Budapestet”, a Körvasútsoron kívüli területek az újonnan alakult XVI. kerület Sashalom városrészéhez kerültek. Ahogy a főváros határa kiszélesedett, az addig szinte kivétel nélkül földszintes házak és egy-egy igényesebb nyaraló- vagy villalakások nagy részét elbontották, helyükön 1967 és 1978 között több ütemben épült fel a Füredi utcai lakótelep. Rákosfalvára az Álmos vezér téri templom és a kertjében álló kőkereszt, az iskola és az első világháborús emlékmű emlékeztet.

## Fontosabb közterületek
- Füredi utca
- Kerepesi út (északi oldala)
- Örs vezér tere (zuglói oldal)
- Álmos vezér tere